# جو سوندرز (سياسي)
جو سوندرز (بالإنجليزية: Joe Saunders)‏ هو سياسي أمريكي، ولد في 12 أبريل 1983 في فورت لودرديل في الولايات المتحدة. حزبياً، نشط في الحزب الديمقراطي. وقد انتخب عضو مجلس نواب فلوريدا.